# Nadia Prinoth
Nadia Prinoth es una deportista italiana que compitió en luge en la modalidad individual. Ganó una medalla de plata en el Campeonato Mundial de Luge de 1990.

## Palmarés internacional
| Campeonato Mundial | Campeonato Mundial | Campeonato Mundial | Campeonato Mundial |
| Año                | Lugar              | Medalla            | Prueba             |
| ------------------ | ------------------ | ------------------ | ------------------ |
| 1990               | Calgary (Canadá)   | Medalla de plata   | Equipo             |